# Yılmazköy, Çubuk
Yılmazköy là một xã thuộc huyện Çubuk, tỉnh Ankara, Thổ Nhĩ Kỳ. Dân số thời điểm năm 2011 là 118 người.